# Il velo d'Iside
Il velo d'Iside è un film muto italiano del 1913 diretto da Nino Oxilia.